# معبد کوم امبو

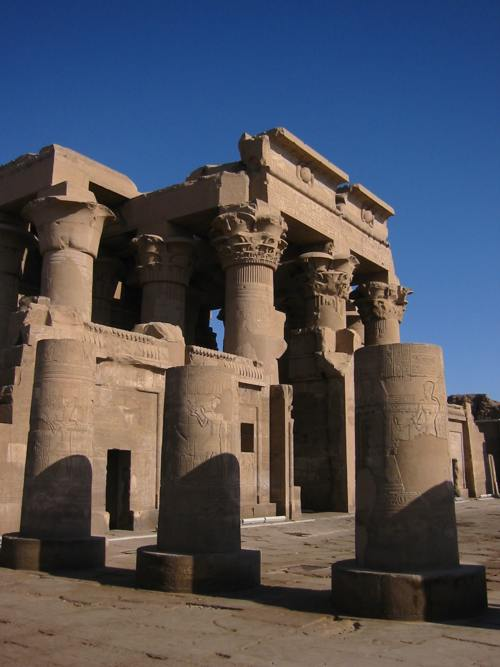
ورودی به معبد

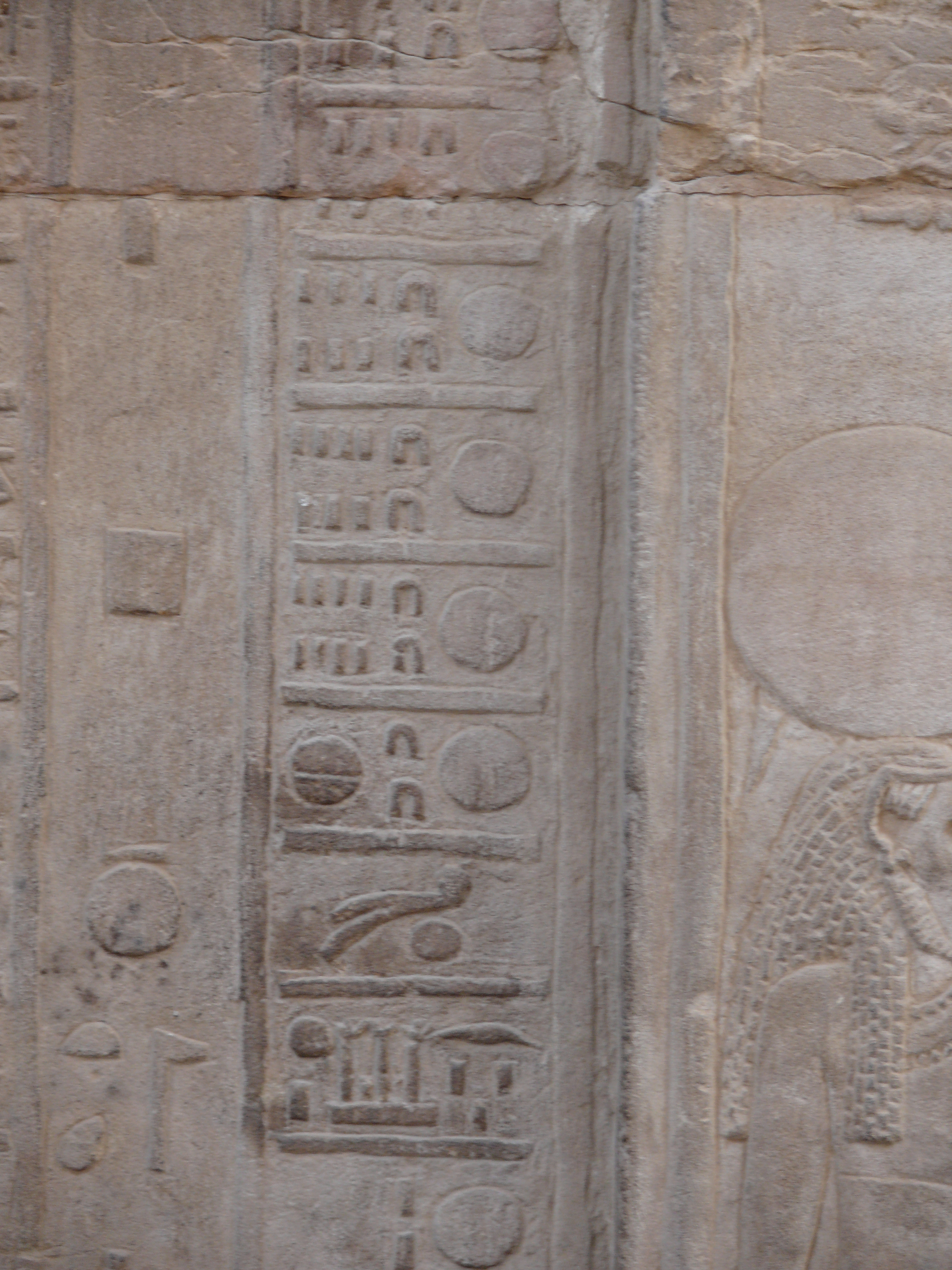

معبد کوم امبو (عربی: معبد كوم أمبو) در شهر کوم امبو در استان اسوان در جنوب مصر واقع شده‌است. این معبد در دوره بطلمیوس ششم برای پرستش الهه سوبیک و حورس ساخته شده‌است. اخیراً کار ترمیم و بازسازی این معبد و منطقه معبد انجام شده‌است.

## ساخت معبد
این معبد در دوره بطلمیوس ششم فیلومتور ساخته شده‌است، ولی نقش و نگار و تزیینات آن در این دوره تمام نشد و در زمان رومی‌ها در دوره حکومت امپراتور تیبریوس به پایان رسید، در این معبد همچنین می‌توان خصوصیاتی که در بقیه معابد مصری دوره بطلمیوس یافت می‌شود را از بابت طراحی و نحوه ساختمان‌سازی و نقش و نگار مشاهده نمود، جدای از این، این معبد یک خصیصه و ویژگی و نشانه اختصاصی دارد که برای پرستش محلی برای دو الهه سوبیک و حورس که دارای سری عقاب مانند داشتند و مردم منطقه آن‌ها را می‌پرستیدند بنا شده‌است، علی‌رغم اختلافی که بین دو الهه از بابت رشد و پرورش و پیروی با هم دارند، قرنها است در کنار هم زندگی کرده‌اند بدون اینکه با هم مخلوط و درآمیخته شوند یا یکی به دیگری وابسته یا نزدیک شود، در این معبد فقط دو قدیس همسایه وجود ندارد بلکه برای هرکدام یک تعدادی در ساخته شده که بعضاً در کنار هم قرار دارد و در دیوار خارجی و دیوارهای دو سالن الاعمدة و هرچیزی که پشت این دو سالن هست این را می‌رساند که معبد به دو قسمت تقسیم می‌شد و هر یک قسمت مربوط به پرستش یکی از این دو الهه اختصاص داشته‌است. دیوارهای این معبد با نقش و نگارها و طراحی‌های مصری تزیین شده‌است، این نقش و نگارها و طراحی‌ها از لحاظ دقت در درست کردن آن‌ها و انسجام خوبشان و زیبایی که در درون آن‌ها نهفته‌است از بابت توازن بین شخصیت مناظر آن و هر چیز دیگری که حول آن‌ها می‌باشد از نقاشی‌ها و نوشته‌های هیرگلیفی که باعت تکمیل شدن این مناظر شده‌است، ممتاز و برجسته و شاخص می‌باشند.

## ستون‌ها

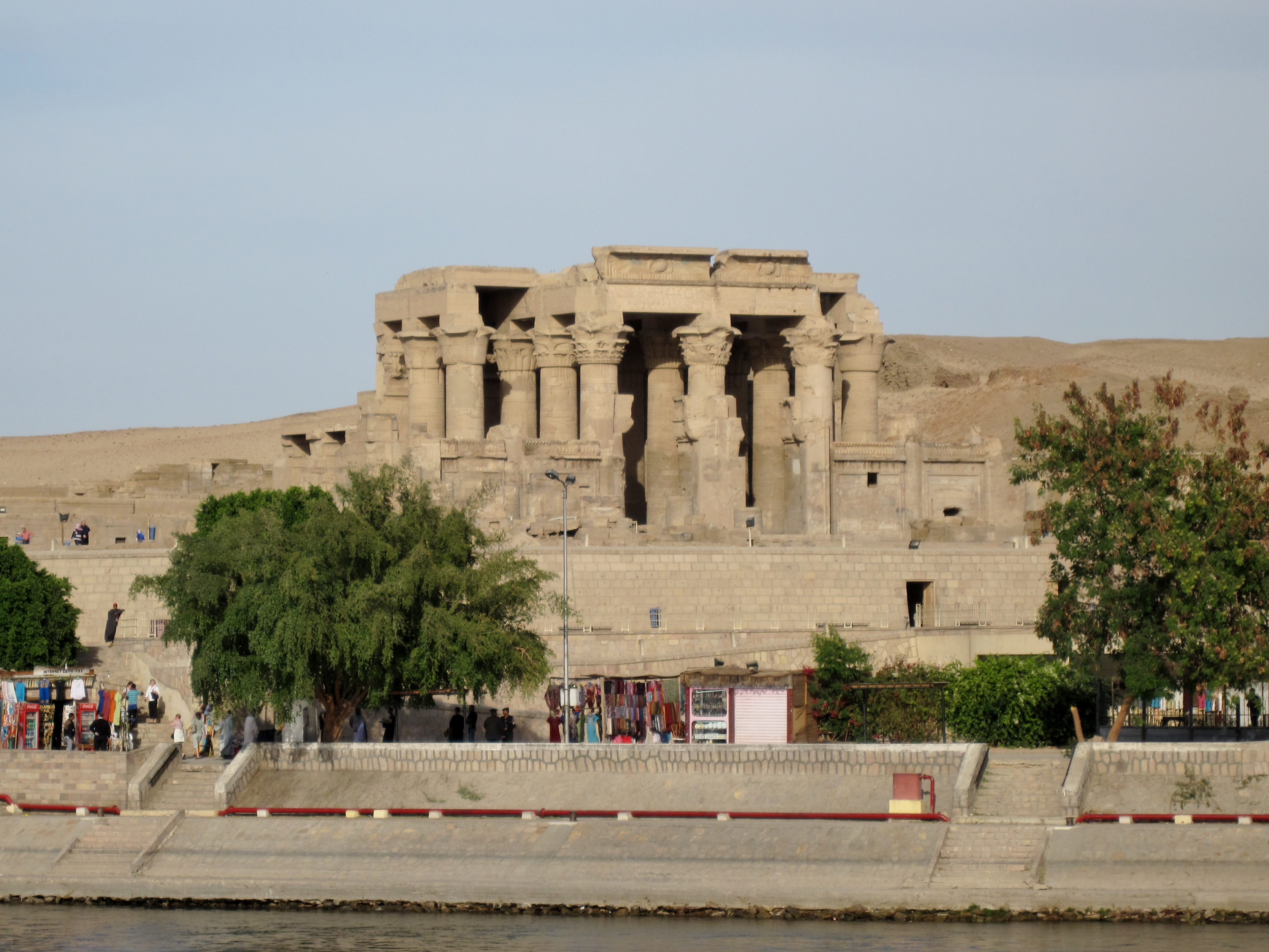
معبد کوم امبو

ستون جزئی از این معبد است که در دوره امپراتور رومی تیبریوس تکمیل شده‌است و در اینجا ما هم سبک‌های فرعونی و هم سبک‌های امپراتوری رومی را در کنار هم مشاهده می‌کنیم.
اما راس این ستونها در این معبد با تمام سبکی که در زمان حکومت بطالمه شایع و رایج بوده‌است و در همه جا نیز معروف و شناخته شده‌است اختلاف دارد، به‌طور خاص آن چیزی که شناخته می‌شود به رئوس حتحور و نخلی وگل نیلوفر وگل پاپیروس که تماماً و بدون هیچگونه شکی یک طراحی مصری بوده‌است، بیشتر رئوس ستون دوره بطالمه که رایج و شایع بوده‌است رئوس ستون مرکب بوده‌است؛ ولی به اعتقادی این رئوس ستونها دارای یک طراحی مصری اصل بوده‌است و ثمره یک نهضت هنری است که در عهد و دوره الصاوی (بین قرن هفتم و ششم قبل از میلاد) با هدف احیا و زنده کردن رسم و رسوم قدیمی شکوفا شده بوده‌است. ما می‌دانیم که ستون با تزیین گل پاپیروس و نیلوفر به اصل خودشان در قدیم برمی‌گردد که این ستونها همه دارای سقف بوده‌است و راس این ستونها با کنده‌کاری گل تزیین می‌شده‌است، و لیکن هنرمند دوره الصاوی موفق شده بود که همان کار هنرمند دوره دولت قدیمی را پیشرفت بدهد و با لطافت بیشتری این هنر را بکار بگیرد، این هنرمند هیچگاه به عقب و همان سبک قدیم و ابتدایی برنگشت، بلکه هسته ستون خودش را از همان عمود گل پاپیروس دارای سر (راس) بازگرفته‌است و آن را به یک دسته گل تزیین داده‌است همان‌طور که اجداد او این کار را می‌کردند. بغیر از این هنرمند این دوره تعداد گل را انتخاب کرده‌است به‌جای یک نوع گل مانند نیلوفر یا پاپیروس، همان‌طور که هنرمندان دولت قدیم این کار را انجام داده بودند.
انواع متعدد و پیچیده این رئوس ستون جدید نمی‌تواند در یک دوره کوتاه درست شده باشد بلکه باید که ثمره یک تحول طبیعی طولانی بوده باشد، و لیکن خیلی سخت و بلکه محال است که ما بتوانیم این دوره تغییر و تحول را دنبال کنیم بخاطر اینکه معابد عصر الصاوی همه نابود شده‌است (۶۶۰ تا ۵۲۵ قبل از میلاد). ظهور انواع این رئوس به دوره خاندان سی‌ام حاکمان و فراعنه مصر در اواسط قرن چهارم قبل از میلاد برمی‌گردد، اعتقاد بر این است که تاریخ این رئوس به دوره ماقبل خاندان سی‌ام فراعنه و حاکمان مصر بر می‌گردد. اگر ما تمامی یافته‌های و بررسی‌های معتبر را جمع بزنیم به این نتیجه می‌رسیم که عصر و دوره الصاوی به دوره‌ای نسبت داده می‌شود که در آن نهضت هنری ایجاد شده‌است و در این دوره بر مردم مصر صلح و آرامش حکمفرما بوده‌است. اگر این سر ستونها در خلال دو قرن هفتم و ششم قبل از میلاد شکل گرفته باشد، یعنی قبل از ظهور ستونهای کورنثی با فاصله زمانی زیاد، و اگر بیاد بیاوریم که ستونهای مصری اصل با گل کنده‌کاری شده در راسش تزیین می‌شده‌است هنگامی که ما عناصر تشکیل دهنده رئوس ستونهای مصری جدید را شناختیم این برای ما بطلان تأثیر ستونهای یونانی کورنثی را بر ستونها و رئوس جدید آن‌ها را روشن می‌کند و توضیح می‌دهد و اگر رابطه‌ای هم بین این دو هست آن چیزی که به یک نظر درست نزدیک است این است که مصری‌ها در قدیم و قبل از عهد یونانی‌ها و حکومت آن‌ها بر مصر راس ستون‌هایشان را با کنده کاری گل تزیین می‌کرده‌اند، کما اینکه حلقه‌های جانبی در سر ستونهای کورنثی با گل سوسن که رمز و سمبل مصر علیا (بالا) بوده‌است و در نقش و نگارهای دولت میانه مصر مشاهده شده‌است مزین گردیده‌اند.

## موزه تمساح‌ها
در کنار این معبد یک موزه تمساح‌ها وجود دارد که حاوی تمساح‌های مومیایی شده از ایام و زمان فراعنه می‌باشد، کما اینکه در معبد کوم آمبو نقاشی جام‌ها و کاسه‌هایی را می‌توان مشاهده نمود که برای بیرون کشیدن خون از بدن از آن استفاده می‌کرده‌اند و آن چیزی که ما آن را امروزه بنام حجامه می‌شناسیم، فراعنه از این کار برای درمان و علاج استفاده می‌کرده‌اند. آن‌ها خون را از بدن توسط شیشه‌های معدنی که در سرداب‌ها و آثار باقی‌مانده از مصریهای قدیم پیدا شده‌است، بیرون می‌کشیدند. ابتدا یک قسمت از بدن را توسط شیی تیزی که از شاخ گوسفند درست شده بود زخم می‌کردند و بعد توسط یک جام و کاسه شیشه‌ای که با انداختن یک پنبه و روشن کردن آن هوای آن را کشیده بودند خون را از بدن خارج می‌کردند.

## نگارخانه

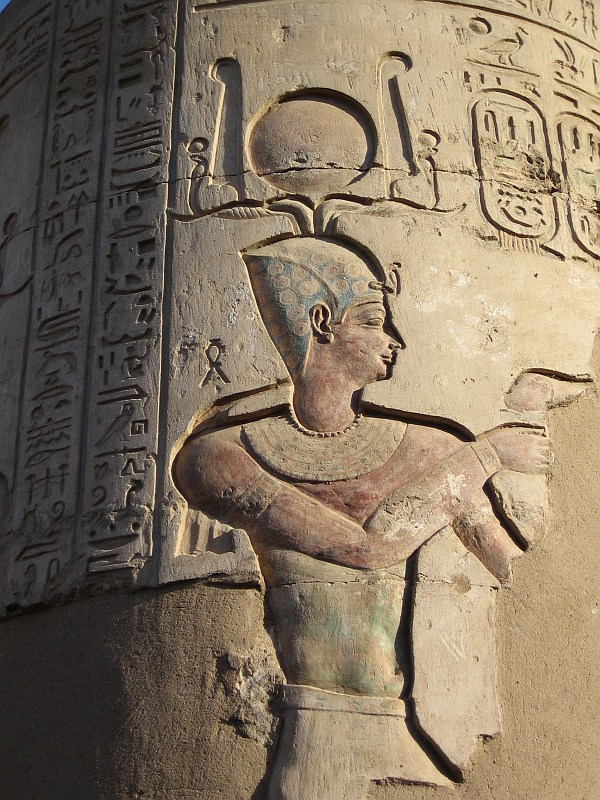
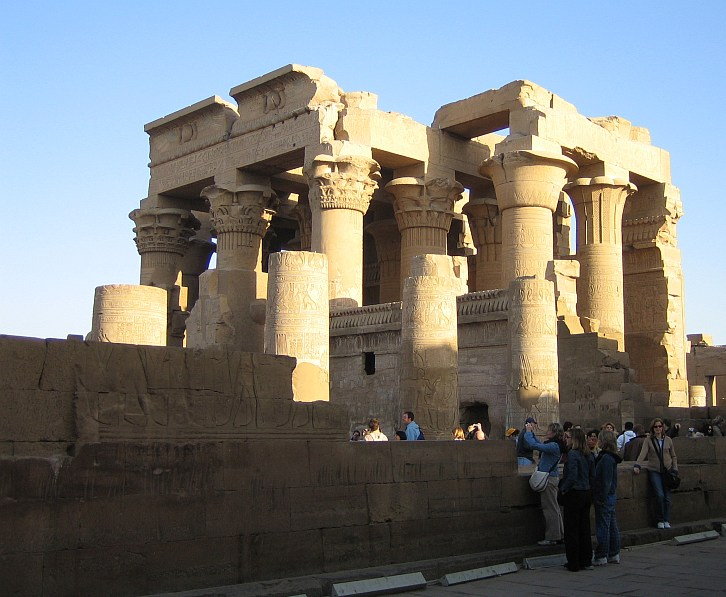
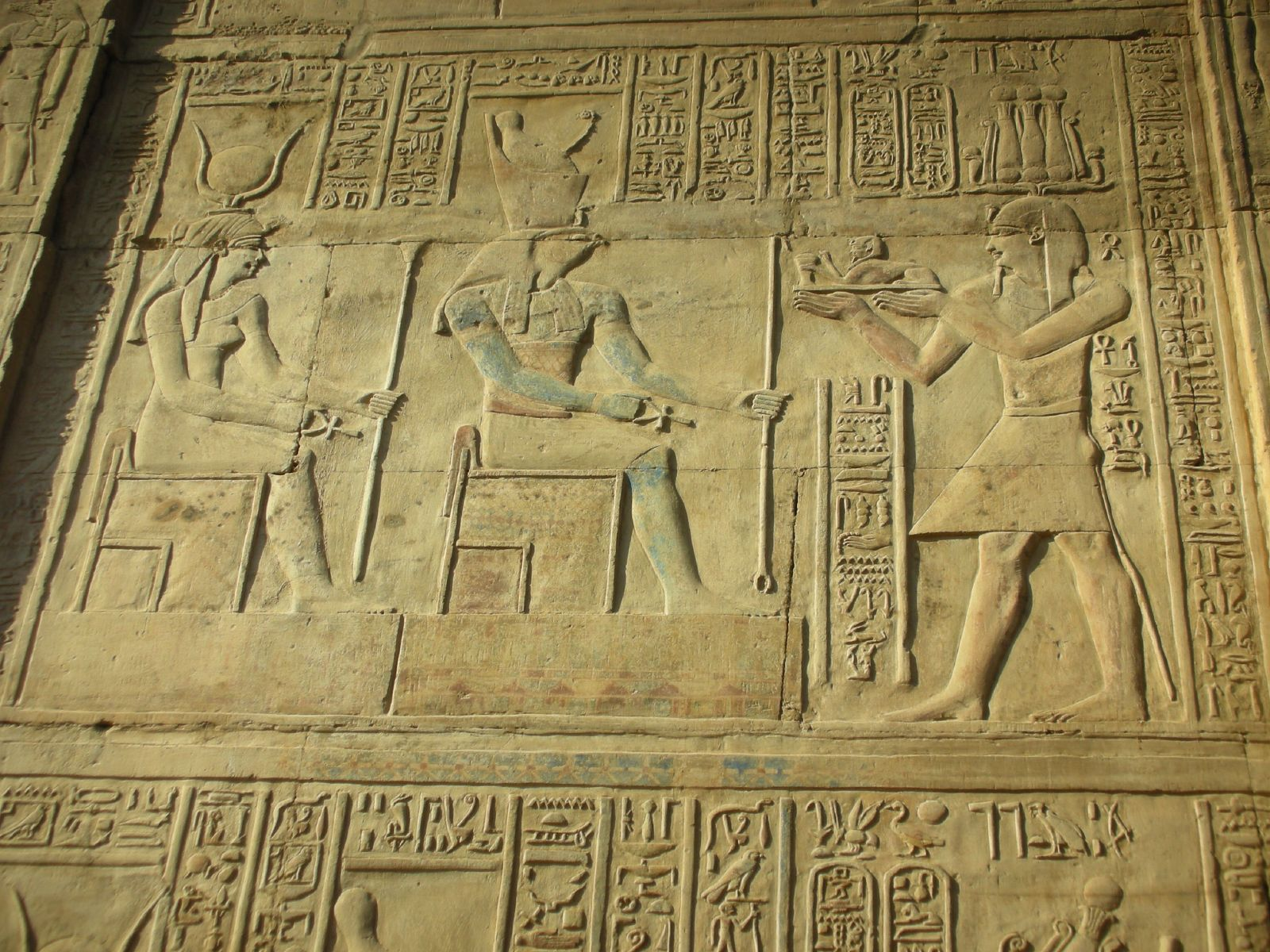
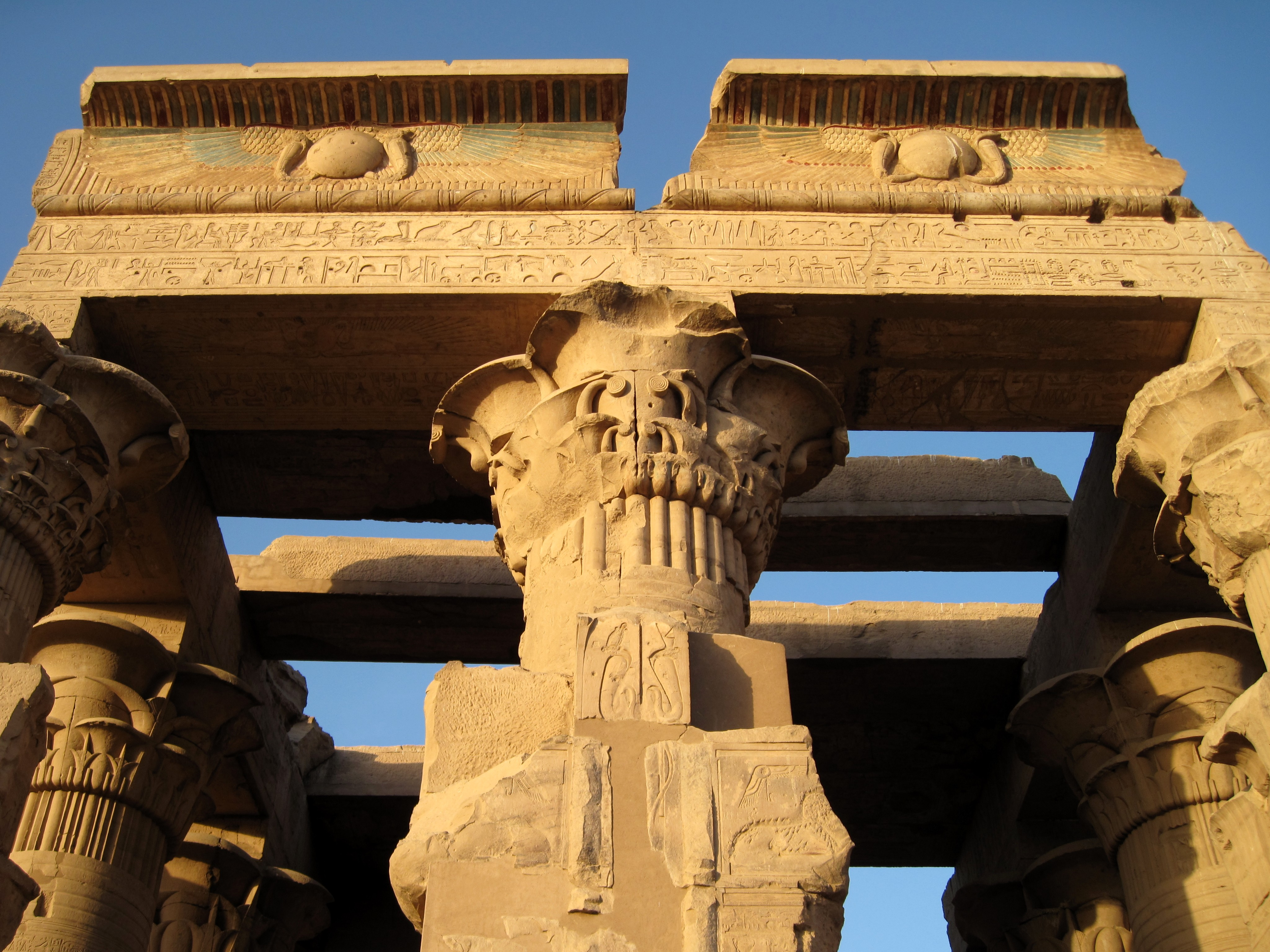
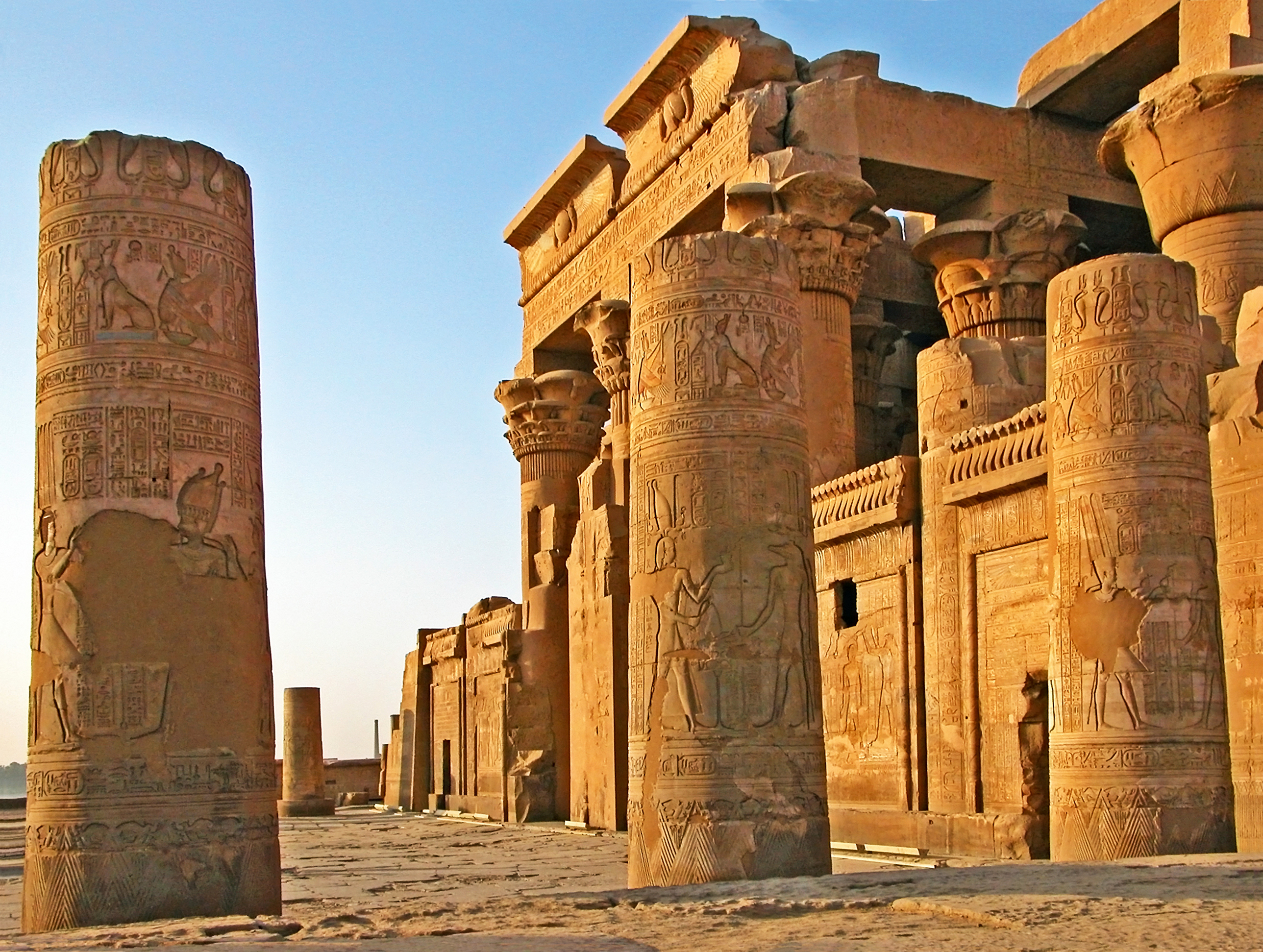
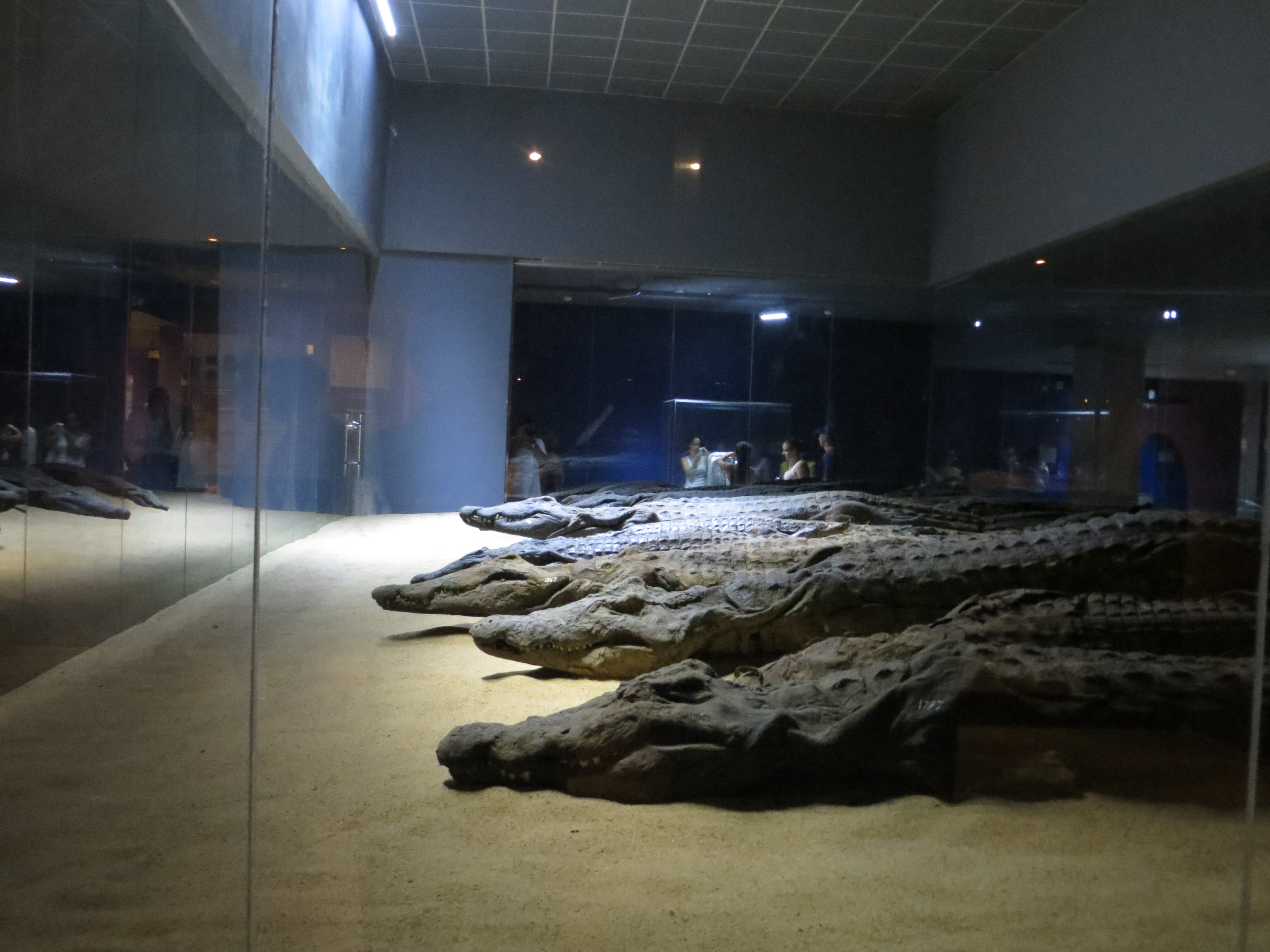
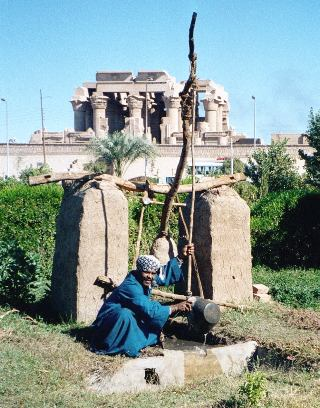
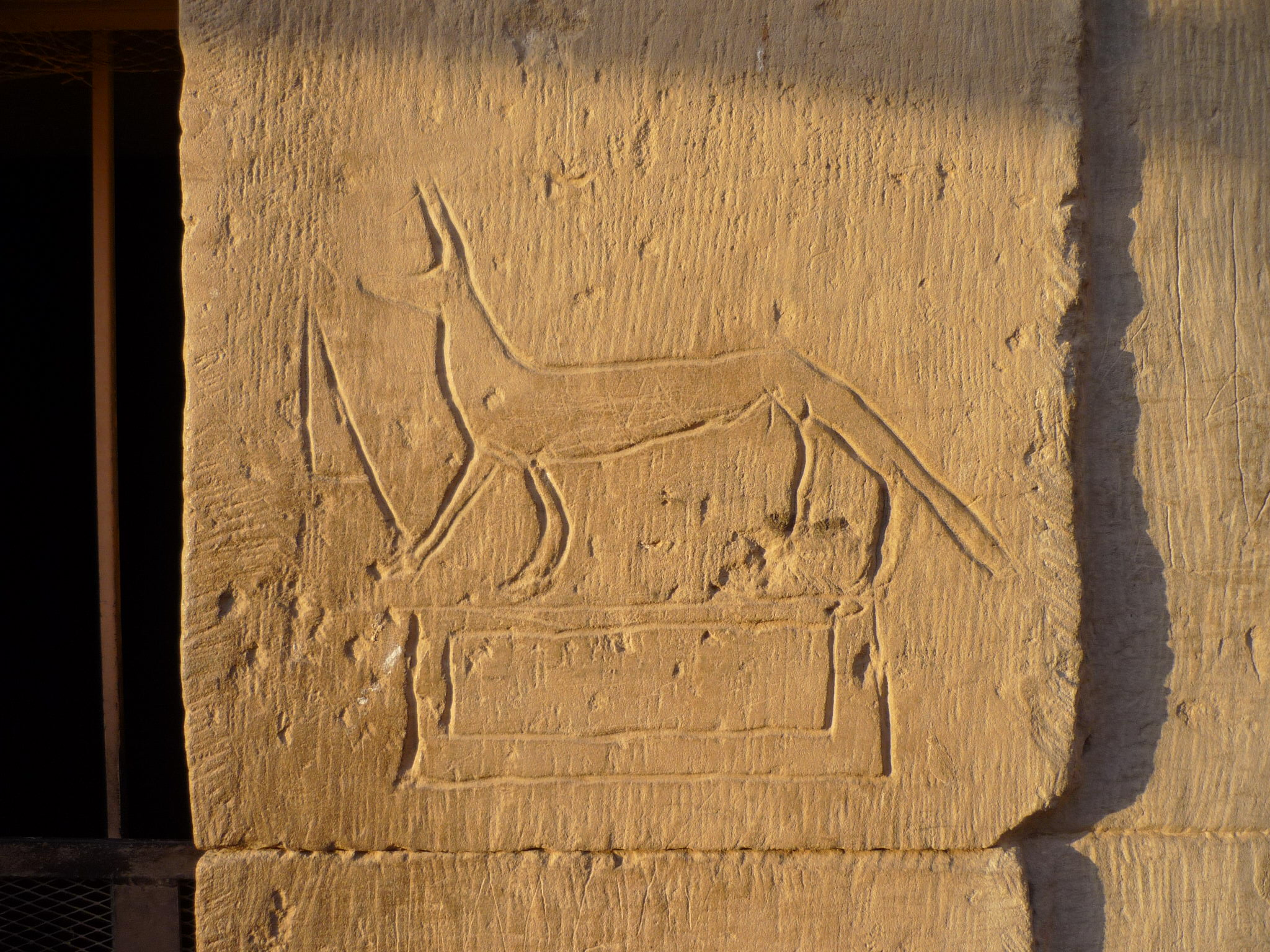
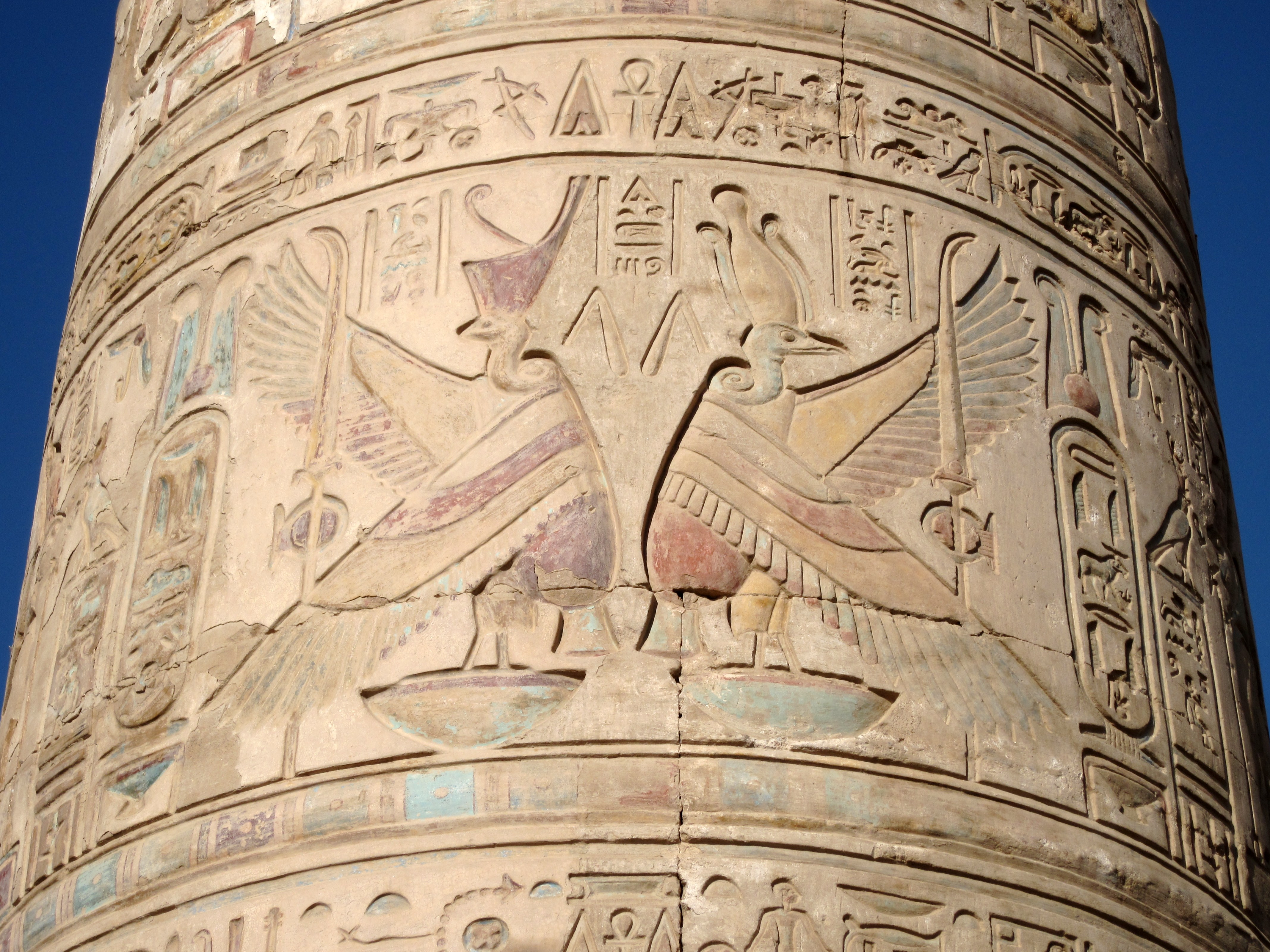
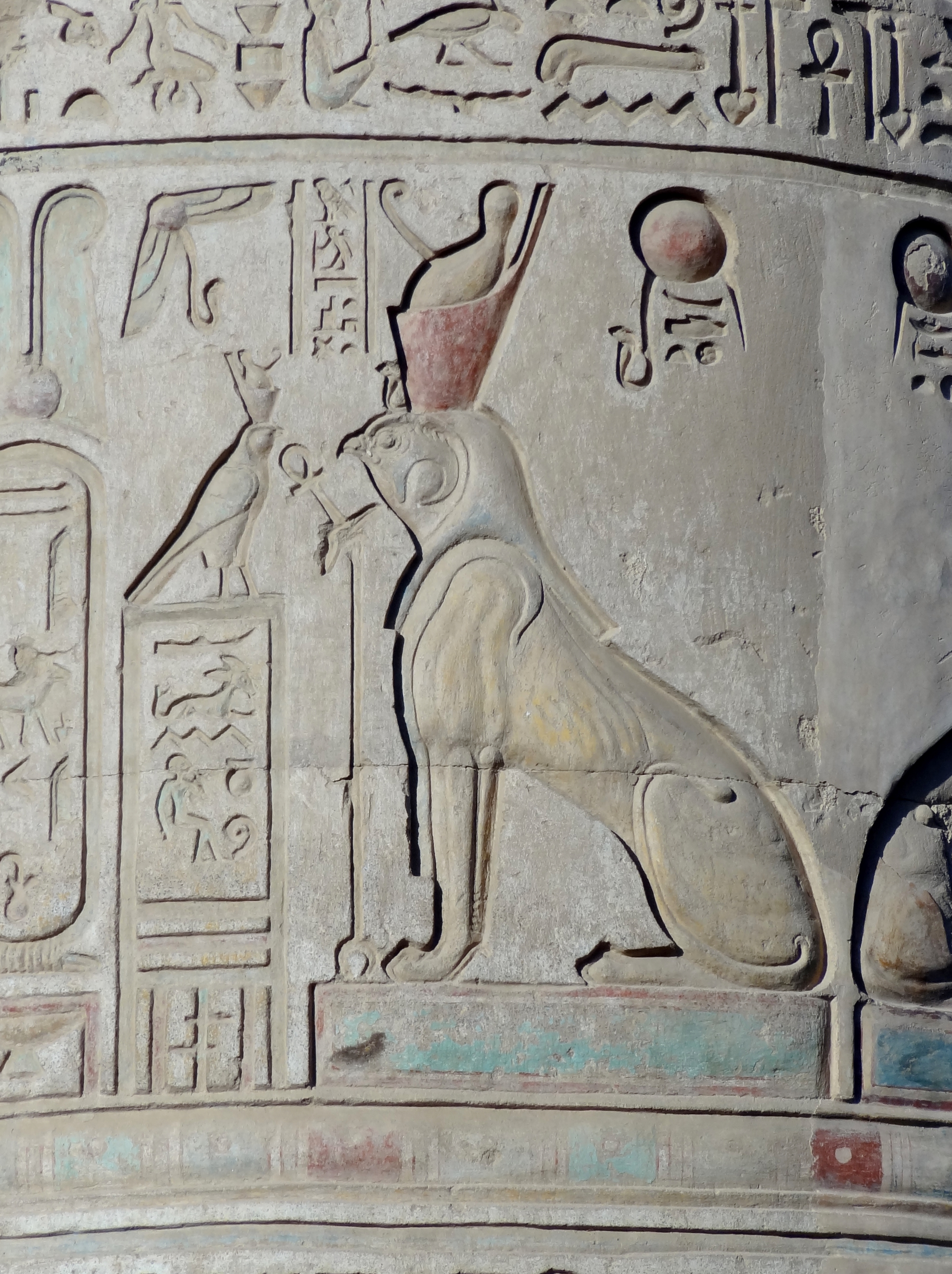
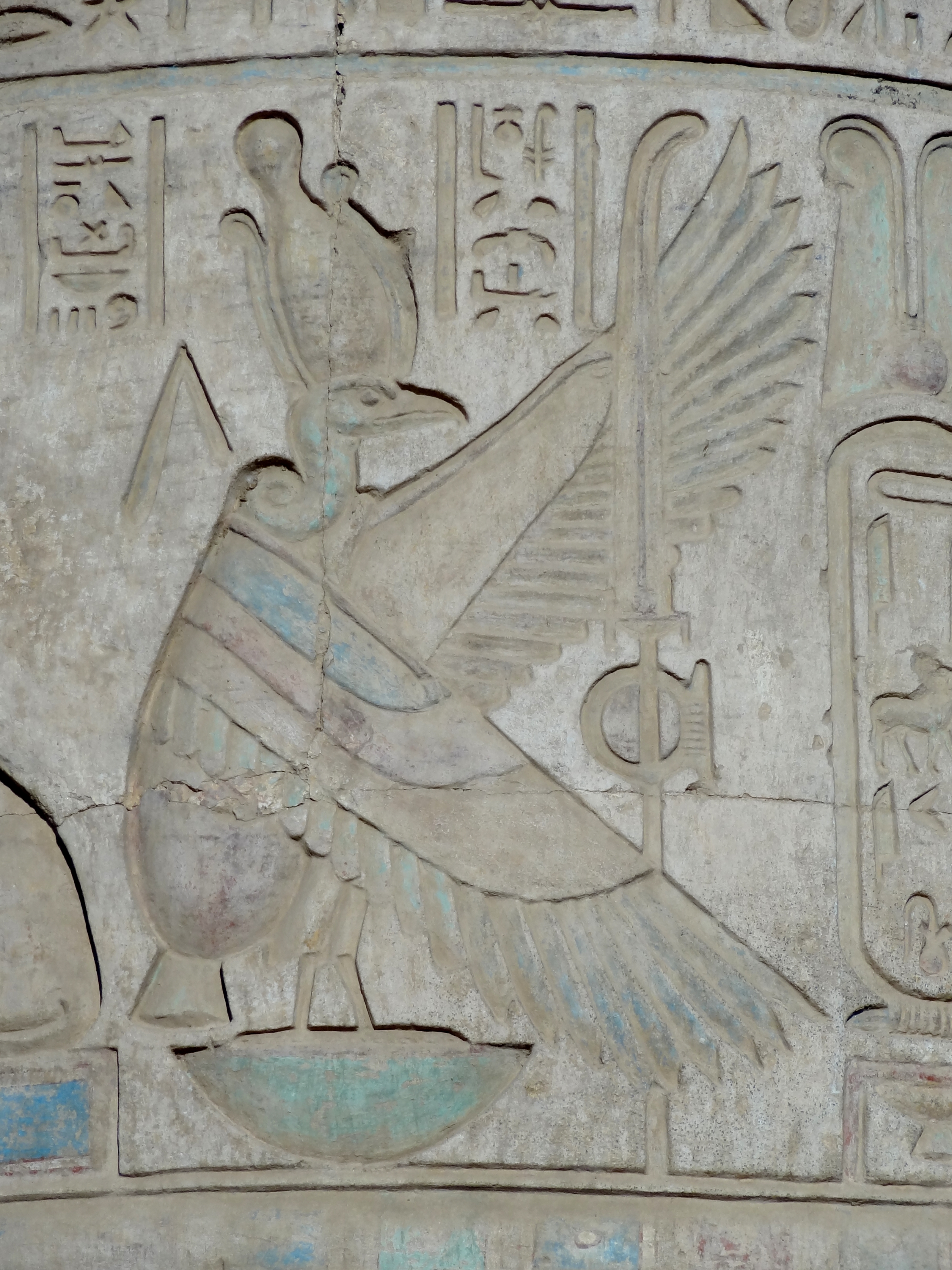
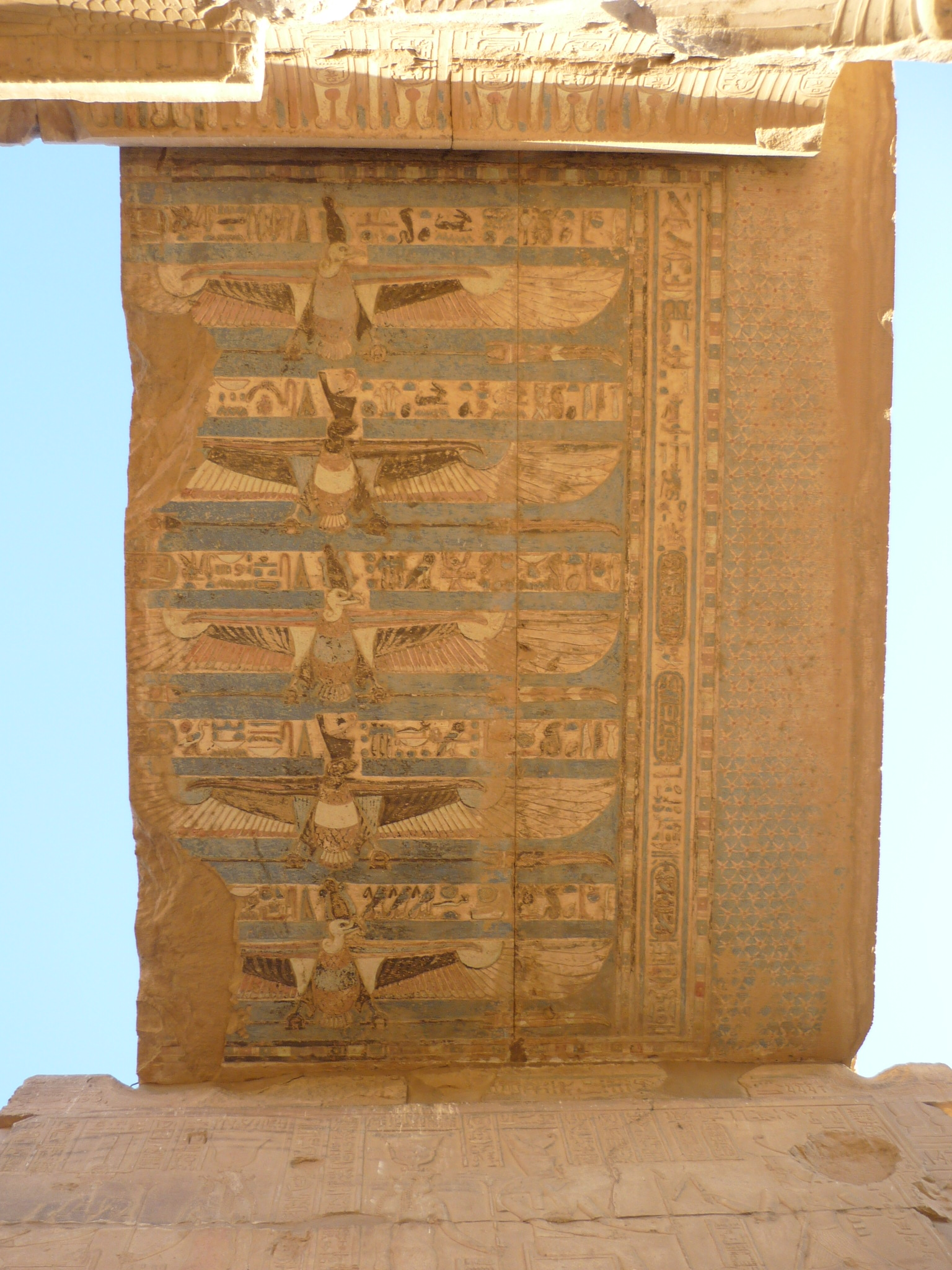
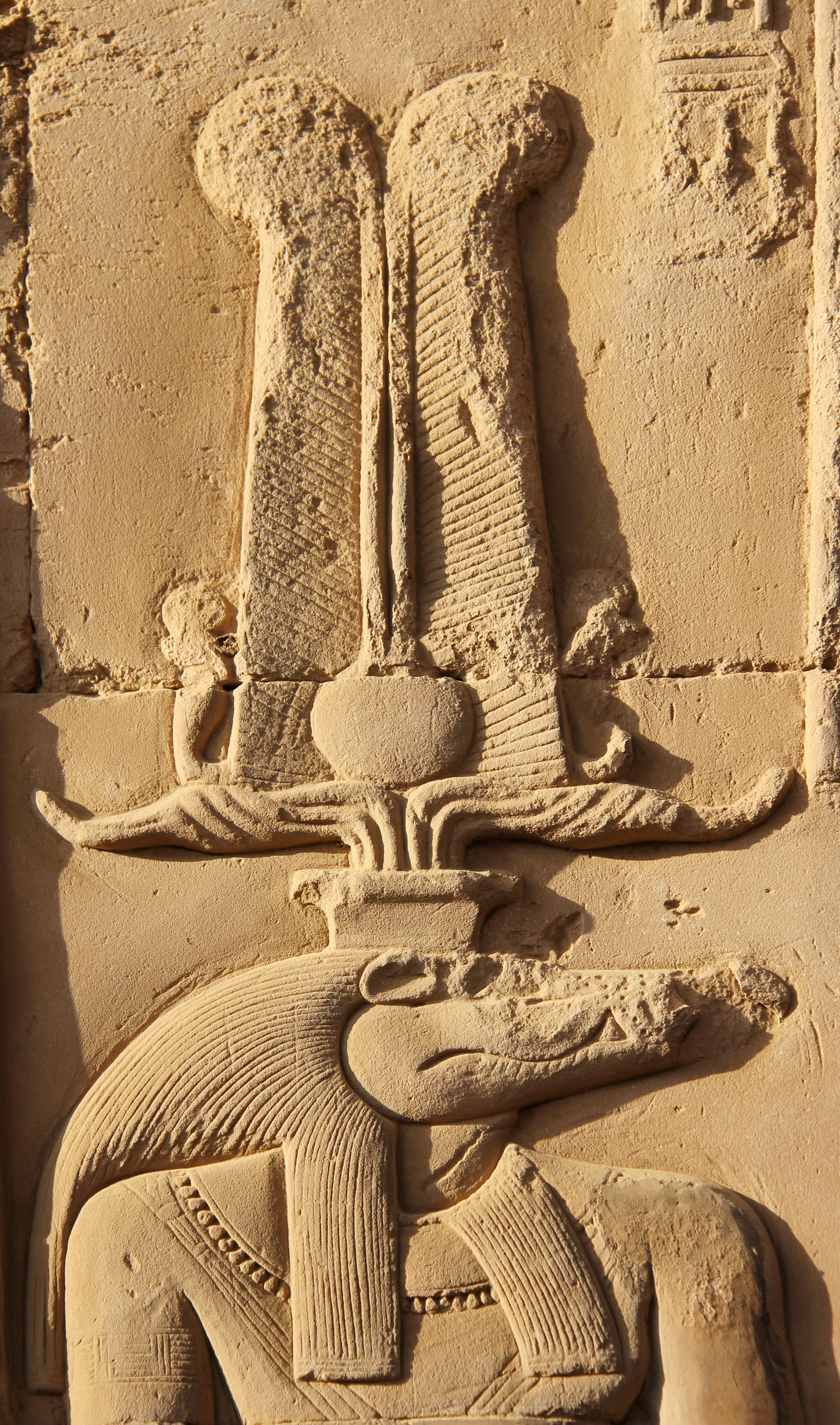
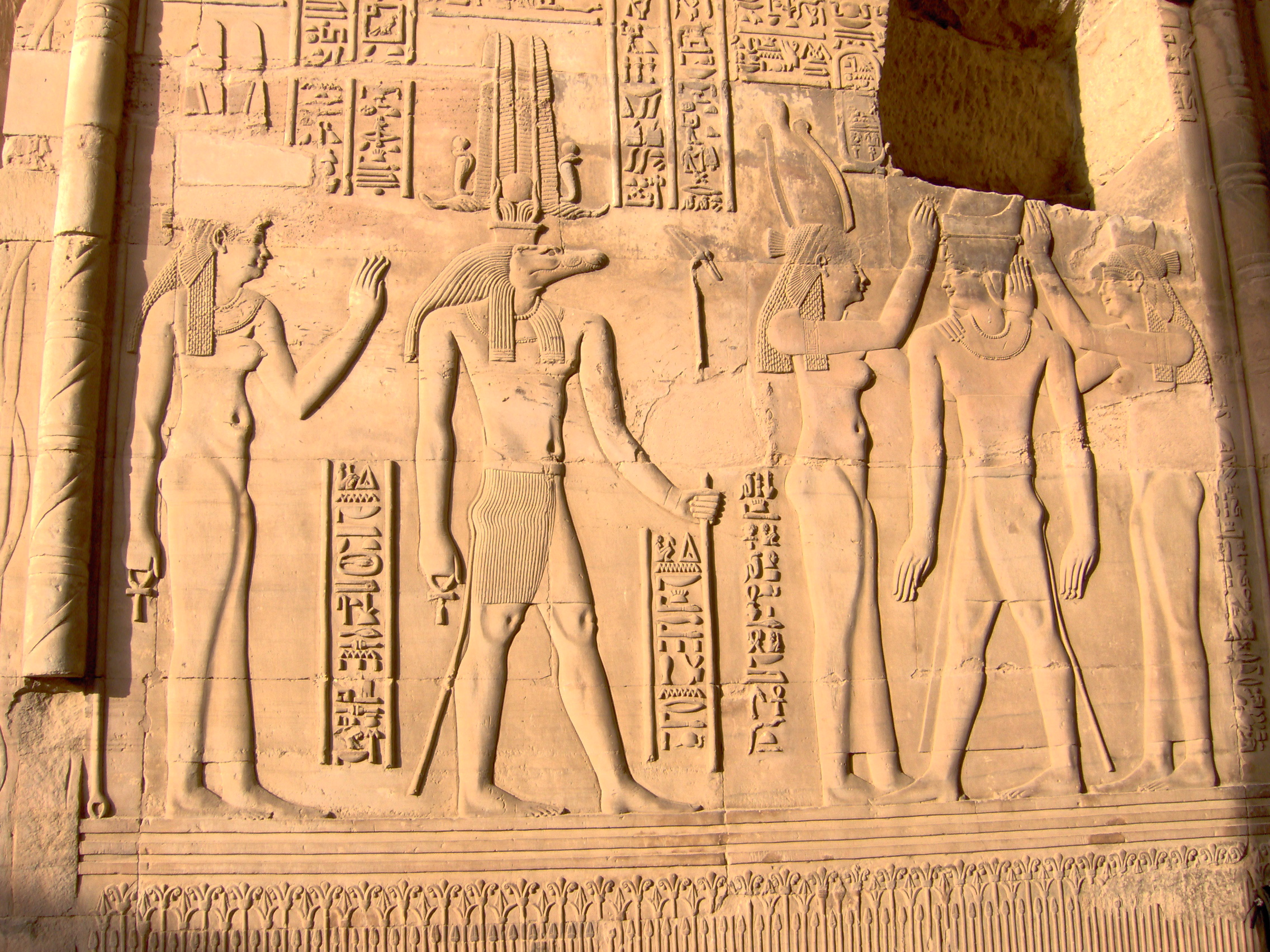